# Pseudapis duplocincta
Pseudapis duplocincta är en biart som först beskrevs av Joseph Vachal 1897.  Pseudapis duplocincta ingår i släktet Pseudapis och familjen vägbin. Inga underarter finns listade i Catalogue of Life.